# Hospital Comarcal Sant Jaume de Calella
El Hospital Comarcal Sant Jaume de Calella es un hospital situado en el término municipal de Calella (Barcelona, España). Forma parte de la Xarxa d'Hospitals d'Utilització Pública (XHUP), proveedor de servicios del Servicio Catalán de Salud. Su ámbito de actuación son las comarcas del Alto Maresme y de la Selva Marítima.
Pertenece a la Corporación de Salud del Maresme y la Selva, igual que el Hospital Comarcal de la Selva con el que comparte servicios y prestaciones.
Tiene como antecedente el antiguo hospital de pobres y peregrinos, bajo la advocación de Santiago, construido en 1547.